# 永情婚紗
永情婚紗顧問有限公司，簡稱永情婚紗顧問和永情婚紗（英語：Envi Bridal Consultant Limited），在2010年10月27日，由前東主謝志樂和謝煥欣（原名胡潔瑩）於香港（當時總部）成立。
當時業務聲稱經營銷售各式各樣一站式婚紗、化妝及攝影，分店為3家，但經《蘋果日報》調查，是利用預準新娘去入股投資開分店，聲稱盈利90萬港元，己損失200萬港元。此外，位於開聯工業中心被業主追討，因此受害人報警，而被警方拘捕東主。
其中受害人Zumi向記者稱，投資30萬港元入股永情婚紗，但經調查後她不包括股東之列，要向銀行借錢才度過難關。另外，兩位東主也同樣行為怪異等現象。
事實上，在2012年，對該公司前客戶也一樣受到遭遇，包括貨不對辦、客戶理念方針錯誤等。
2015年12月12日，《喜愛夜蒲3》演員何沅瞳和Sandy（化名）也報稱被騙了14萬港元，向報警求助。
此外，熱血親子團的婚界老千大踢爆暨TSA公聽會的主持「水媽」向嘉賓「Grace, Joe , Ling , Jimmy」訪問時也深受其害。